# Escriptura pictogràfica shaba
L'escriptura pictogràfica Shaba, també anomenada escriptura shaba de l'ersu, i coneguda en ersu com a [ndzārāmá], és el sistema d'escriptura utilitzat en textos de la religió dels ersus, a la qual hom es refereix en xinès amb el nom de Shābā (沙巴). Aquestes escriptures es reciten en endevinació, sortilegis i guariments. L'escriptura s'utilitza també en textos no litúrgics, com almanacs astrològics, però predominantment els que concerneixen a la religió. Només els sacerdots shaba saben llegir l'escriptura.
L'escriptura és predominantment pictogràfica. Té un àmbit limitat i no té la capacitat de transcriure totalment l'ersu. S'han identificat uns 200 glifs, la majoria dels quals representen (i s'assemblen a) objectes concrets. Aquests es combinen en combinacions estructurades. El sistema és una protoescriptura, ja que la relació entre forma i significat és fixa. Tanmateix, si d'una banda els glifs es poden escriure simplement o de forma elaborada, no poden ser escollits al capritx de l'autor, i la pronunciació i la interpretació són compatibles en els diversos xians de l'àrea ersu-parlant, de l'altra banda, típicament utilitza diverses paraules per explicar pocs glifs; la relació entre glifs i paraules és determinada en objectes representats, però la posició i el context del glifs no té una correlació lingüística fixa.
L'escriptura és feta amb un raspall de bambú o cabell animal amb tinta blanca, negra, vermella, blava, verd, i groga. El color té valor semàntic. Per exemple, el glif "estrelles i lluna" escrit en negre significa "foscor", però escrit en blanc significa "brillar".(Sun 2009:165).

## Text de mostra
Una mostra de glifs shaba:
| 1 hkɛ́nuá sarró                 | 2 htuakʰú flama      | 3 tɕipá tauló                          | 4 ntʃʰopa safata amb menjar | 5 dzí pont                           |
| 6 váʴtʂʰá fantasma de l'esclau | 7 jawasp. Instrument | 8 ʐudemon gàbia                        | 9 ŋuaʴ bou / vaca           | 10 vútsʰuá destral                   |
| 11 sátípunba pot decorat       | 12 htótʂʰɛ́ trípode   | 13 ʐ̩́katsá encreuament en una carretera | 14 tsuajá baiard            | 15 pʰɛnɡú gerra                      |
| 16 ə́ʴbɛ petxina blanca         | 17 pś̩má granota      | 18 ɲómá Sol                            | 19 ɬápʰɛ́ Lluna              | 20 ndamáʴ fletxa                     |
| 21 nkʰuájí ham                 | 22 tʂ̩́ estrella       | 23 bapʰu escut                         | 24 npʰópá Instrument        | 25 sípútʰɛhkɛ́ arbre trencat per vent |
| 26 sípś̩ fulla de roure         | 27 tsá gerra         | 28 ʐoḿ̩dź̩ fantasma                      | 29 tsʰintʃʰá ganivet ritual | 30 jiʐ̩́nuapu Constel·lació            |

A continuació, lectura i explicació del fragment d'un llibre shaba..
Lectura:
El novè dia del primer mes lunar, dia de gos, serà un dia de foc. Al matí hi haurà boira sota la terra. Abans de l'alba, els núvols apareixeran al cel. Una espasa tsʰintʃʰa i una npʰópá apareixeran després. Això significa que el matí serà un bon dia. Després del migdia, dues estrelles moriran, només un dels tres segueix brillant i el sol estarà en una condició anormal. Es pot suposar que hi ha una deïtat sota la terra; és millor no moure terra aquest dia.
Explicació: (La lectura no segueix cap ordre particular; l'explicació començarà amb el glif del centre i llavors seguir en el sentit de les agulles del rellotge.)
En el centre del diagrama hi ha un cap de gos, que significa que és un 'dia de gos'. El cos del gos és vermell, cosa que significa també un dia de foc. La combinació significa el novè dia del primer mes lunar. A l'inferior esquerre hi ha boira, vol dir que el matí serà boirós; si la boira fos a la dreta, significaria al vespre. Damunt d'això hi ha una gerra tsá vermella amb un mànec (#27 en la taula damunt); les gerres tsá s'utilitzen per a l'alcohol, i el favorable color vermell significa que la beguda serà bona en aquell dia, en el sentit el dia mateix serà comparativament bo. A la part de dalt a l'esquerra hi ha tres estrelles (número 22 del quadre anterior), dues de negres i una de blanca; una estrella negra és ombra, i una estrella blanca brillantor. (Significat poc clar). A la part superior dreta hi ha el Sol (figura 18 del quadre) creuat amb cadenes, significant que serà obstaculitzat i el temps no serà bo. El npʰópá (un instrument religiós) i el ritual del ganivet tsʰintʃʰá, els quals poden vèncer forces negatives, indica que forces positives i negatives s'equilibraran.
El text parla d'un 'lluna blanca', que significa la primera meitat del mes (una lluna negra és la segona meitat del mes), però no és clar de quina manera s'indica això. La deïtat terra no és directament esmentada, i ha de ser inferida (Sun p 178).